# Erik Andersson (nuotatore)
Erik Andersson (10 settembre 1984) è un nuotatore svedese.
Specializzato nella farfalla ha partecipato alle Olimpiadi di Atene 2004.

## Palmarès
- Europei in vasca corta

Vienna 2004: bronzo nella 4x50m sl.